# هوهاینود
هوهاینود (به آلمانی: Höheinöd) یک شهر در آلمان است که در زودوستپفالتس واقع شده‌است. هوهاینود ۱٬۲۵۲ نفر جمعیت دارد.